# تاريخ التوافقيات
تمت دراسة المجال الرياضي للتوافقيات بدرجات متفاوتة في العديد من المجتمعات القديمة. تعود دراستها في أوروبا إلى أعمال ليوناردو فيبوناتشي في القرن الثالث عشر الميلادي، والتي قدمت الأفكار الأساسية من الحضارتي العربية والهندية إلى القارة الأوروبية. استمرت الدراسة في العصر الحديث.